# Vilobí d’Onyar
Vilobí d’Onyar település Spanyolországban, Girona tartományban. Vilobí d’Onyar Aiguaviva, Riudellots de la Selva, Caldes de Malavella, Sils, Santa Coloma de Farners, Brunyola és Bescanó községekkel határos. Lakosainak száma 3315 fő (2024).

## Népesség
A település népessége az elmúlt években az alábbi módon változott:
| Lakosok száma | 543  | 1105 | 1797 | 1562 | 1924 | 2504 | 2956 | 3136 | 3291 | 3315 |
|               | 1717 | 1887 | 1936 | 1960 | 1986 | 2004 | 2009 | 2014 | 2019 | 2024 |